# Brighton (Illinois)
Brighton è un villaggio degli Stati Uniti d'America, situato nello Stato dell'Illinois, diviso tra la contea di Macoupin e la contea di Jersey.